# Leone di San Marco (Carpaccio)

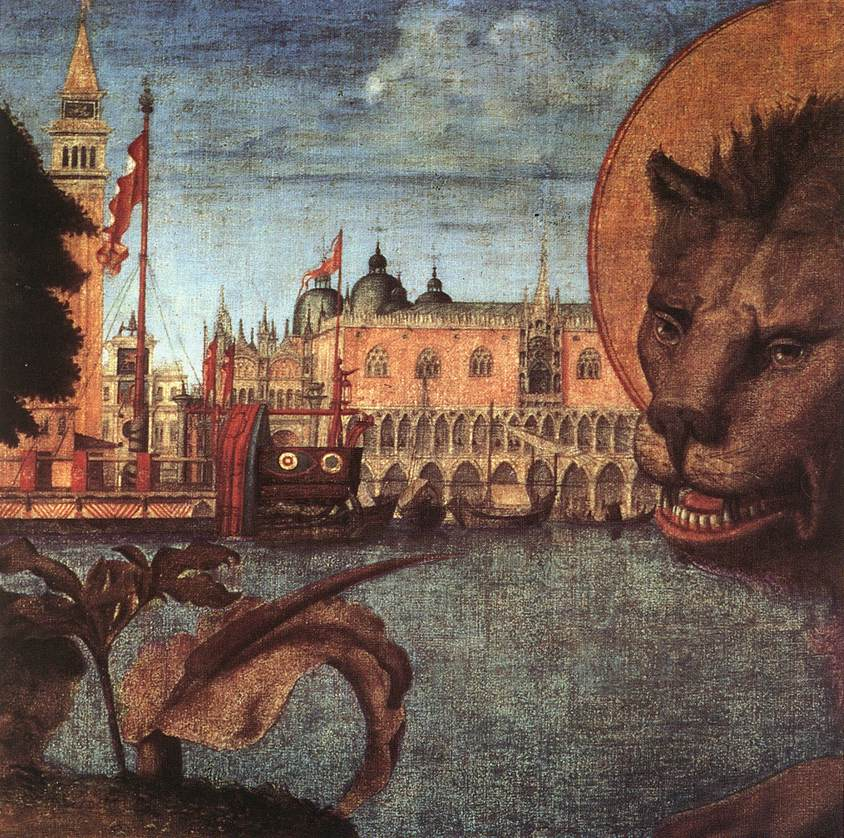
Dettaglio

Il Leone di San Marco è un dipinto tempera su tela (130x368 cm) di Vittore Carpaccio, datato 1516 e conservato a Palazzo Ducale a Venezia.

## Storia
Il grande telero venne eseguito originariamente per il Magistrato dei Camerlenghi a Rialto e solo in seguito spostato a Palazzo Ducale. La tela ha evidenti richiami politici, particolarmente significativi poiché successivi al grande pericolo corso da Venezia dopo la Lega di Cambrai del 1509.

## Descrizione e stile
Il vigoroso leone di San Marco, simbolo di Venezia e della Repubblica, è raffigurato in tutta la sua maestosità con le ali e l'aureola, mentre guarda lo spettatore e tiene con la branca destra un libro aperto con l'iscrizione tradizionale PAX TIBI MARCE EVANGELISTA MEVS.
Le zampe posteriori sono nell'acqua e quelle anteriori sulla terraferma, evidente richiamo alla politica ambivalente della Serenissima in quegli anni, ormai orientata a espandersi sulla terraferma. Il suo superbo e trionfante isolamento è bilanciato, sullo sfondo, da un'attenta veduta dalla laguna veneta, esplorata con precisione lenticolare. Si riconoscono San Nicolò al Lido, Palazzo Ducale, la Basilica di San Marco, il Campanile, le colonne di San Marco e San Todaro, la Piazzetta e la Torre dell'orologio. Più a destra si vedono i velieri che sospinti dal vento documentano l'operosità del porto.